# 南方短頭鯢屬
南方短頭鯢（學名：Notobrachyops）是已滅絕的離片椎類两栖动物，生存於三疊紀，化石發現於澳洲新南威爾斯州的艾士菲頁岩中。